# ویکی‌سفر یونانی
ویکی‌سفر یونانی نسخهٔ زبان یونانی وبگاه ویکی‌سفر است؛ که در تاریخ ۱۷ مه ۲۰۱۳ ایجاد گردید.

## تاریخچه
نسخه زبان یونانی ویکی‌سفر هم‌اکنون، با بیش از ۱۱۹۵ راهنمای سفر، در ردهٔ پانزدهم ویکی‌سفرها قرار دارد.